# Nassarius irus
Nassarius irus là một loài ốc biển, là động vật thân mềm chân bụng sống ở biển thuộc họ Nassariidae.